# Kasukabe

Kasukabe (春日部市 Kasukabe-shi?) este un municipiu din Japonia, prefectura Saitama.